# 堂元美佐
堂元 美佐（どうもと みさ、1980年8月14日 - ）は、日本のプロボウラー。D-ROADⅣ所属。青森県出身。JPBA第35期生。ライセンスNo.369（2002年交付）。永久A級ライセンス保有。身長165cm。血液型B型。右投げ。ニックネーム「どーもちゃん」。眼鏡を使用している。
2015年暮れに再婚した。以前の名前は阿部 聖水（あべ まさみ）。

## 人物
『ボウリング革命 P★League』（BS日テレ）には第4戦のみ出場。ニックネームは「ボウリング界のエステティシャン」だった。
ココレーン三島店（静岡県三島市）に所属していたが、2014年1月からはフリーとなった。
自身の会社「D-ROADⅣ」を立ち上げた。業務内容としてはプロボウラーのサポート、プロチャレンジ等のイベントの企画運営など。
2021年の大岡産業レディースではイップスの悪化に悩まされ思うような投球ができなくなった。先輩プロボウラーの斎藤志乃ぶからイップス改善のためのアドバイスをもらいつつ同BOXの選手たちに励まされながらも予選をなんとか投げ切った。自身のブログでは「こんなに投げることで心が辛いと思ったのは初めてでした」と振り返っている。
2022年、プロ20周年を迎えた。
特技は、他のプロボウラーのモノマネで宮崎プロアマオープンの前夜祭では宴会芸として披露されることが恒例となっていた。

## 成績

### 2010年
- 第34回ABSジャパンオープン10位
- 群馬オープン準優勝
- JLBCプリンスカップ11位
- 第42回全日本女子プロボウリング選手権大会7位

### 2011年
- 第33回関西オープン女子6位
- 宮崎プロアマオープン3位
- 千葉女子オープン4位
- 六甲クイーンズオープン11位
- ROUND1CupLadies9位
- 第35回ジャパンオープン13位
- 第43回全日本女子プロボウリング選手権大会14位

### 2012年
- 第31回全日本ミックスダブルス準優勝
- 千葉女子オープン 6位
- 第7回MKチャリティカップ 11位
- ROUND1CupLadies 6位
- 第36回ABSジャパンオープン 10位
- JLBCプリンスカップ 6位
- 第44回全日本女子プロボウリング選手権大会 12位

### 2013年
- 第35回関西オープン女子3位
- グリコセブンティーンアイス杯第1回準優勝
- 第29回六甲クイーンズオープン6位
- 第8回MKチャリティーカップ優勝
- 中日杯2013東海女子オープン9位
- 第45回全日本女子プロボウリング選手権大会7位

### 2014年
- 宮崎プロアマオープン5位
- グリコセブンティーンアイス杯第2回準優勝
- 第30回六甲クイーンズオープン8位
- 第9回MKチャリティーカップ3位

### 2015年
- 宮崎プロアマオープン3位
- グリコセブンティーンアイス杯第3回6位
- 第31回六甲クイーンズオープン7位
- 第10回MKチャリティカップ 準優勝[4]
- ROUND1CupLadies 準優勝
- 第47回全日本女子プロボウリング選手権大会5位

### 2016年
- 第37回関西女子オープン優勝
- グリコセブンティーンズアイス杯第4回準優勝
- ROUND1CupLadies優勝

### 2017年
- JPBA創立50周年記念大会13位
- グリコセブンティーンアイス杯第5回準優勝
- 中日杯2017東海女子オープン準優勝

### 2018年
- 宮崎プロアマオープン3位
- 中日杯2017東海女子オープン7位
- 全日本女子プロボウリング選手権大会13位

### 2019年
- JPBA　WOMENS　ALL★STARGAME2019　3位
- KUWATACUP2019　8位
- 宮崎プロアマオープン9位
- 千葉女子オープン14位

### 2021年
- 千葉女子オープン5位
- 全卸連プレゼンツSSSカップ9位

通算優勝回数3回。